# Палата Србије
Палата Србије, позната по ранијем називу Палата Федерације и колоквијалном називу зграда Савезног извршног већа (СИВ), налази се на Новом Београду, између Булевара Михајла Пупина и Булевара Николе Тесле. Изграђена је 1959. за потребе тадашње Савезне владе, односно Савезног извршног већа. Свечано је отворена 1961. поводом одржавања Прве конференције шефова држава и влада Покрета несврстаних.
Идеја о подизању палате, као једног од најважнијих државних објеката у годинама непосредно после Другог светског рата, временски се поклапа са почеком изградње новог града на левој обали Саве, који је требало да преузме улогу престонице нове социјалистичке државе. Према условима конкурса који је расписан 1947. Палата је схваћена не само као архитектонски, већ и као урбанистички репер читавог будућег Новог Београда.
У периоду од 1992. до 2003. била је седиште Савезне владе Савезне Републике Југославије, а од 2003. до 2006. седиште Савета министара Државне заједнице Србије и Црне Горе. Истовремено, у овој згради је своју канцеларију имао председник СФРЈ Јосип Броз Тито, председници Председништва СФРЈ, председници СРЈ, те једини председник СЦГ Светозар Маровић. После распада СЦГ, маја 2006, зграда је прешла у надлежност Владе Републике Србије.

## Назив
Зграда је по изградњи добила име Палата Федерације, али је колоквијално, чак повремено и у званичној употреби, називана СИВ и СИВ 1 (после изградње зграда Сив 2 и Сив 3). После распада СФРЈ, коришћен је само назив Палата Федерације, а по отцепљењу Црне Горе 2006, зграда је добила незваничан назив Палата Србије/Палата Србија, али званично никада није преименована.

## Историјат
Изградња Палате је почела јуна 1947. године, према пројекту израђеном на основу првонаграђеног конкурсног решења тима загребачких архитеката, који су чинили Владимир Поточњак, Антон Улрих, Златко Најман и Драгица Перак, међу првим објектима на Новом Београду. Као главни критеријум за избор овог пројекта на конкурсу жири је истакао његову функционалност и монументални карактер. Њиме је било предвиђено подизање монументалне слободностојеће палате са основом у облику слова Н. У стилском погледу представља синтезу два принципа – модернистичког, блиског корбизијанском схватању архитектуре и монументалног, који се ослања на примере совјетског градитељства социјалистичког реализма. Изградња је прекинута 1949. године до када је изведена само скелетна конструкција бочних крила и делимично конструкција средишњег дела објекта. Вишегодишњи прекид радова настао је као последица друштвено-политичких промена крајем пете деценије прошлог века, што је  утицало на коначан изглед грађевине током наставка радова. Палата је првобитно замишљена као део ансамбла јавних грађевина, али је такав програм редукован доношењем Генералног урбанистичког плана Београда 1950, према којем је уз хотел „Југославија”, остала усамљена на потезу уз десну обалу Дунава. Са одлуком о наставку радова, дорада пројекта поверена је београдском архитекти Михаилу Јанковићу и пројектном бироу „Стадион”, под чијим надзором је објекат и реализован у периоду од 1955. до 1961. године. Зграду су, на насутом и песковитом тлу, градиле омладинске радне бригаде из читаве Југославије. На конкурсу је победио четворочлани тим загребачких архитеката на челу са Владимиром Поточњаком (Антон Улрих, Златко Нојман, Драгица Перак). По Поточњаковој смрти 1952. градња је обустављена, да би је 1956. наставио архитекта Михаило Јанковић, значајно изменивши првобитан план додавањем нових елемената.

### Архитектура и ентеријер
Пројекат архитекте Јанковића и његовог тима унео је значајне измене како у унутрашњој организацији, тако и у спољашњем обликовању грађевине. Из првобитног пројекта задржао је урбанистичку диспозицију, основне мере и међусобне односе појединих трактова, док су главне измене настале у унутрашњој организацији простора. Према измењеном пројекту изведен је централни део са свечаном салом, сви анекси око зграде, ентеријер и обрада фасада. Премештањем позиције свечаног улаза на јужну страну, читав објекат је, уместо према реци, добио наглашену оријентацију према будућем насељу. Новим програмом уређења унутрашњости палате предвиђено је, поред репрезентативне сале смештене на првом спрату новопројектованог анекса, још низ помоћних салона, сала за одржавање седница, двадесет и осам кабинета за чланове Савезног извршног већа, око шездесет канцеларијских просторија за администрацију као и пратећи програм гаражирања аутомобила.
Репрезентативном спољашњем изгледу одговара модерно и луксузно уређење ентеријера, реализовано такође према пројекту архитекте Михаила Јанковића, што овај објекат сврстава међу пионирске примере „тотал дизајна“ у домаћем градитељству. Јединствен програм ентеријера, са многобројним делима ликовне и примењене уметности, која чине интегрални део здања, даје Палати карактер својеврсне галерије југословенске уметности 20. века. Уређење ентеријера, једнако као и спољашњост, требало је да изрази моћ, величину, стабилност и јединство нове Југославије. Програм унутрашњег уређења посебно је предвидео уметничку обраду зидова техником мозаика, графита и фреско сликарства, као и постављањем слободностојеће скулптуре и рељефа, о чему је посебну бригу водила специјална уметничка комисија. Уређење салона посвећених свакој од шест савезних република бивше СФРЈ, смештених у централном делу палате, засновано је на истицању традиционалних мотива, карактеристичних за сваку федеративну јединицу државе. Југословенски салон представљао је највећу и уједно најрепрезентативнију просторију палате. Особеност декорације овог салона представљају монументалне фреске: Петра Лубарде и Лазара Вујаклије, као и триптих-мозаик Стварање Југославије, рад Младена Србиновића. Свечани карактер ове просторије посебно је истакнут кристалним лустером на куполи са преко две и по хиљаде сијалица и тежином од девет тона.
Посебну вредност чине дела југословенске ликовне и примењене уметности која представљају интегрални део унутрашњег уређења Палате. Међу њима се својим уметничким и културно-историјским значајем посебно истичу радови следећих аутора: Петар Лубарда, Антун Аугустинчић, Франо Кршинић, Матија Вуковић, Анте Гржетић, Сава Сандић, Винцент Бенеш, Божа Илић, Ђорђе Андрејевић Кун, Предраг-Пеђа Милосавлјевић, Стојан Аралица, Бора Барух, Лазар Личеноски, Бранислав Немет, Вера Чохаџић, Франце Слана, Миливој Узелац, Фердо Мајер, Лазар Вујаклија, Младен Србиновић, Матија Родичи, Бранко Суботић-Субе, Јоже Циуха, Лазар Возаревић, Јанез Берник, Војо Димитријевић, Драго Тихец, Милан Коњовић, Иван Радовић, Маринко Бензон, Бошко Петровић, Ратимир Стојадиновић, Драги Трајановски, Јован Бијелић, Зора Петровић, Оливера Кангрга, Војин Бакић, Игњат Јоб, Бошко Петровић, Оливера Галовић,  Милица Зорић, Лазар Возаревић, Отон Глиха, Јагода Бујић, Вида Јоцић, Мило Милуновић, Сретен Стојановић, Ристо Стијовић, Мира Сандић, Небојша Митрић, Андреј Јемец, Драго Тршар, Бранко Филиповић-Фило, Драго Ордев, Славко Атанасовски Крстанче, Богосав Живковић, Тоне Краљ, Фердо Мајер, Ратомир Глигоријевић, Јован Ракиџић, Стеван Дукић, Марин Прегељ, Дринка Радовановић.
Пројектована је у облику слова "Н" и обухвата површину, у основи, 5.500 m². Испред средњег крила, налази се нижи део покривен стакленом куполом у коме је свечана дворана која може да прими 2.000 званица. Објекат садржи шест салона као и око хиљаду канцеларијских просторија.
Грађен је по систему армирано-бетонске скелетне конструкције, са испуном од пуне опеке. фасада објекта је обложена белим брачким мермером, док су отвори направљени од белог метала. Почев од 1961. године, када је одржана Прва конференција Несврстаних земаља, Палата федерације примила је многе стране државнике и делегације. Прва седница Савезног извршног већа у новој згради је одржана најкасније 29. априла 1961..
Својим архитектонским вредностима Палата Свезног извршног већа обележила је период стварања данас препознатљиве слике Новог Београда и Београда у целини. Један је од главних репера Новог Београда и његове чврсте урбане хијерархије. Естетске и визуелне вредности грађевине истакнуте су и посебним парковским решењем околине са прилазима, паркиралиштем, гаражама и фонтаном, као и општим положајем објекта који омогућује његово несметано сагледавање. У склопу уређења непосредног окружења палате за потребе посете чланова високих делегација започето је формирање и Парка пријатељства, једног од најспецифичнијих зелених простора у читавом свету.
Палата Савезног извршног већа заједно са делима ликовне и примењене уметности који чине њен интегрални део утврђена је за споменик културе 2013. године.